# Чижівка (Звягельський район)
Чижі́вка — село в Україні, в Звягельському районі Житомирської області. Адміністративний центр Чижівської сільської громади. Населення становить 1565 осіб.

## Географія
На південній стороні від села річка Орміля впадає у Случ. У селі річка Чижівка впадає у Случ. 
На північний схід від села розташований Іванівський гідрологічний заказник.

## Населення

### Мова
Розподіл населення за рідною мовою за даними перепису 2001 року:
| Мова                | Відсоток |
| ------------------- | -------- |
| українська          | 95,97%   |
| російська           | 3,71%    |
| інші/не визначилися | 0,32%    |

## Постаті
В селі похований Антонюк Ярослав Васильович (1974—2014) — сержант Збройних сил України, учасник російсько-української війни.